# Tarser de les Filipines
El tarser de les Filipines (Carlito syrichta) és una espècie de primat del grup dels tarsers. Es tracta d'un dels tarsers més grans que hi ha, amb una llargada corporal de 12-13 cm i una cua encara més llarga, de 25 cm. Pesa uns 110-150 g i els mascles són una mica més pesants que les femelles. Té el pelatge espès, curt i de color marró grisenc. Té el cap arrodonit i el coll molt curt. Com tots els tarsers té els ulls molt grossos.
En aquesta espècie, que aparentment és silenciosa, s'ha estudiat que es comunica mitjançant ultrasons.